# Artafernes (general)
Artafernes o  Artáfrenes (en griego antiguo Ἀρταφρένης, Artaphrenês) fue un general persa de principios del siglo V a. C..
Sobrino del rey persa Darío I, era hijo del hermano de Darío, el sátrapa de Lidia llamado también Artafernes, que había participado en la represión de la revuelta jónica, encabezada por Histieo de Mileto.
Dirigió el ejército persa en la expedición de 490 a. C. contra Grecia, durante la primera guerra médica, conjuntamente con Datis, que dirigió la flota. Participó en la toma de Eretria, polis de la isla de Eubea, que fue totalmente destruida y cuya población fue deportada a Persia. Fue vencido poco después por Milcíades en la Batalla de Maratón y hubo de retroceder. Participó en 480 a. C. en la expedición dirigida por su primo Jerjes I, desempeñando un papel menor como representante de la casa real, en calidad de miembro de ésta.
Diez años después, Artafernes está registrado como gobernante de Lidia y Misia.